# Miles Warren
Frederick Miles Warren (Christchurch, 10 de mayo de 1929-9 de agosto de 2022) fue un arquitecto neozelandés. 

## Trayectoria

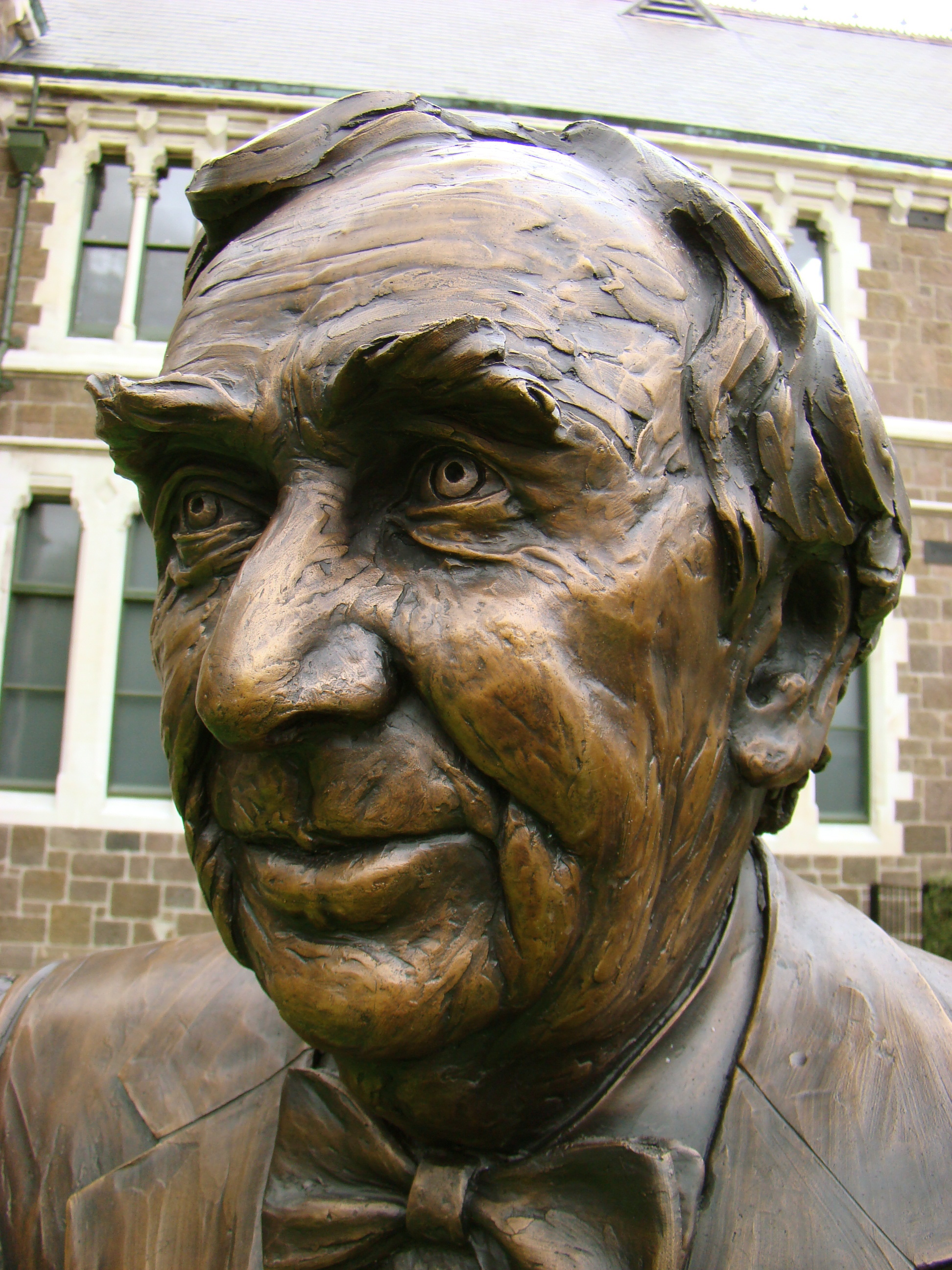
Busto de Miles Warren en la galería de Doce Héroes Locales, Christchurch

Estudió en la Universidad de Auckland, donde fue discípulo de Cecil Wood. Trabajó un tiempo en el London County Council (Londres), auntes de formar un estudio en  Christchurch. Su primera obra de relevancia fueron los apartamentos de Dorset Street en Christchurch (1956-1957), de estilo brutalista.
En 1958 se asoció con Maurice Mahoney, consiguiendo en poco tiempo ser uno de los estudios de arquitectura más solicitados del país, con encargos tanto públicos como privados. Entre sus obras destacan: los ayuntamientos de Christchurch (1966-1972) y Wellington (1975-1983) y la Embajada de Nueva Zelanda en Washington D. C., Estados Unidos (1975–1981).
En los años 1980 evolucionó hacia la arquitectura posmoderna, con cierto componente conservador y afán mercantilista: Michael Fowler Centre, Wellington (1983); Clarendon Tower, Christchurch (1986–1987); Television New Zealand Centre, Auckland.
Fue nombrado comendador (1974) y caballero comendador de la Orden del Imperio Británico (1985) y de la Orden de Nueva Zelanda (1995). En 2009 fue declarado uno de los Doce Héroes Locales de Christchurch.

## Galería

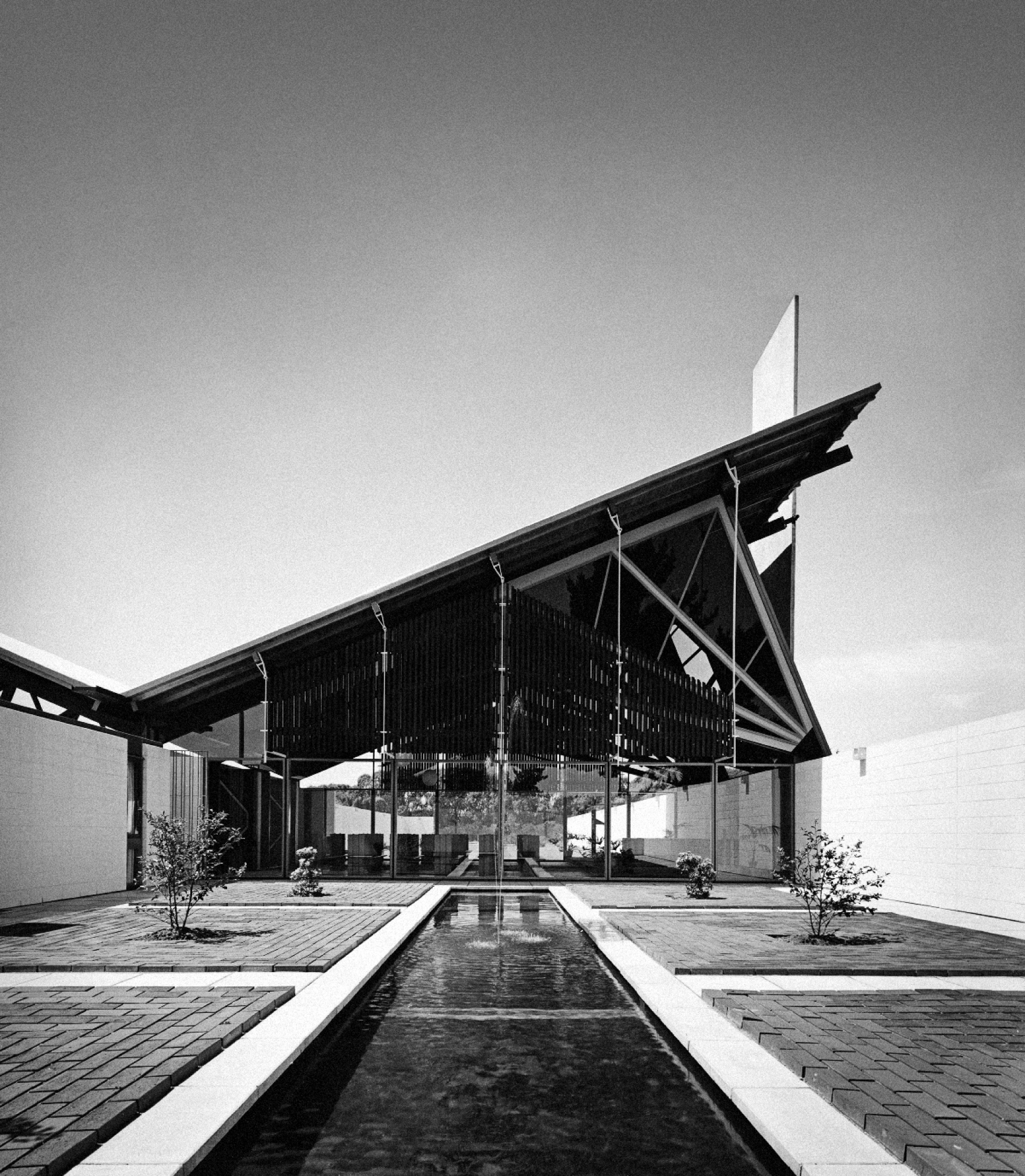
Harewood Memorial Gardens and Crematorium, Christchurch (1963)
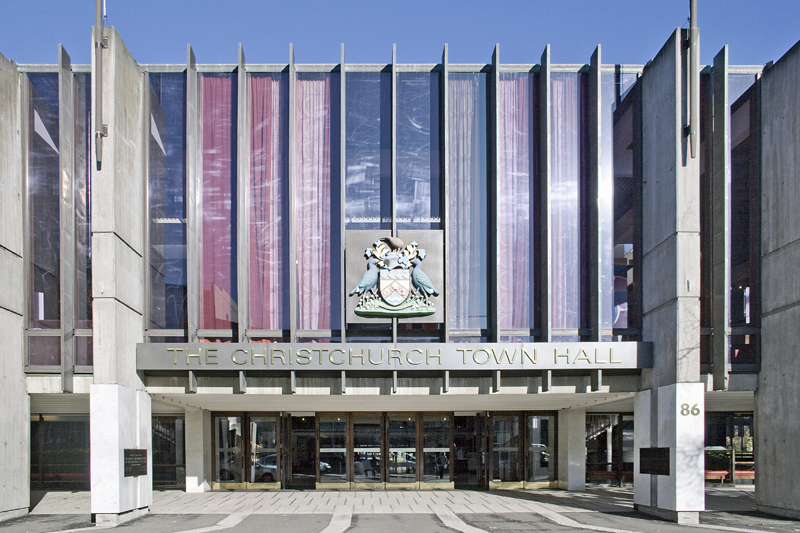
Ayuntamiento de Christchurch (1972)
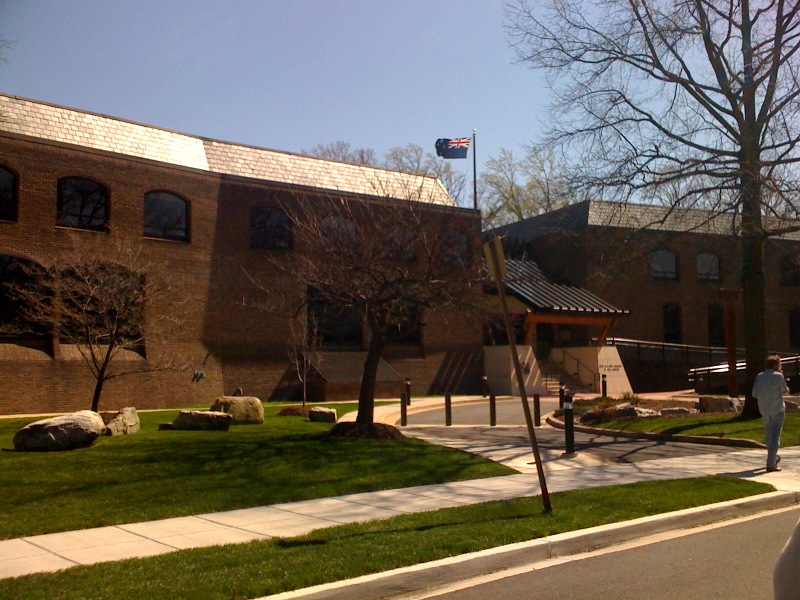
Embajada de Nueva Zelanda en Washington D.C., Estados Unidos (1975–1981)
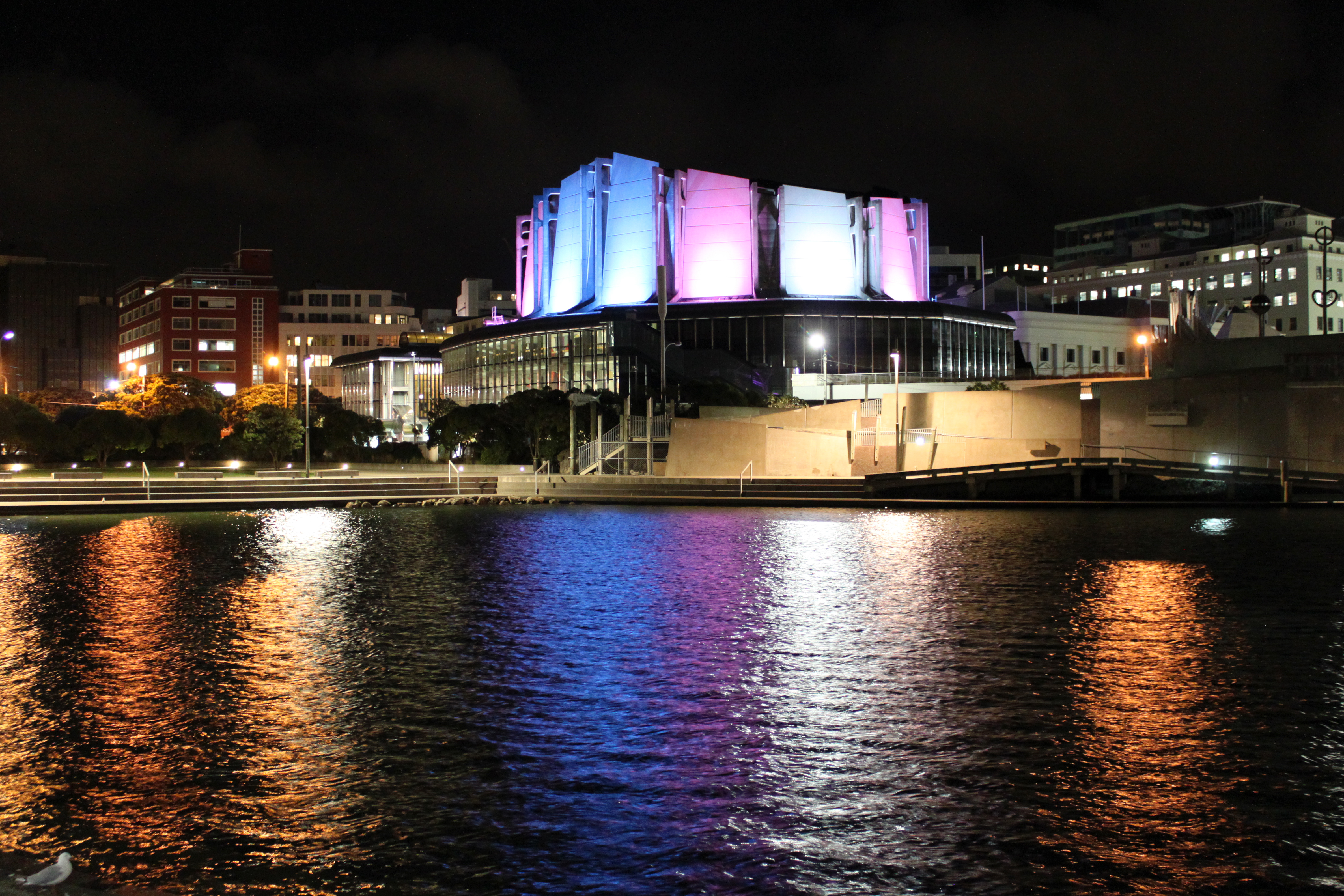
Michael Fowler Centre, Wellington (1983)
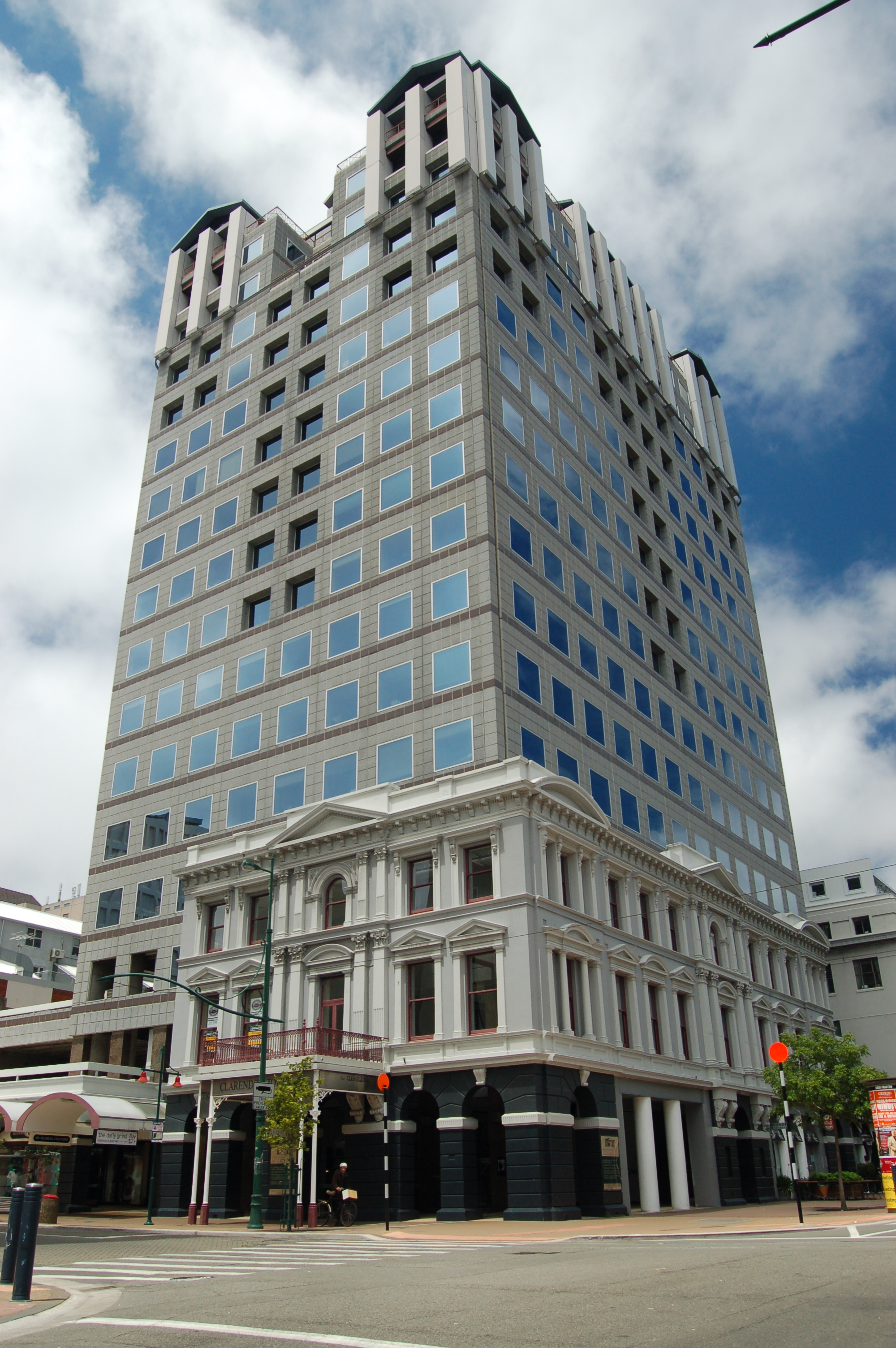
Clarendon Tower, Christchurch (1986–1987)